# Akademicki Związek Młodzieży Postępowej
Akademicki Związek Młodzieży Postępowej (Młodzież Postępowa, Postępówka) – studencka organizacja społeczna, powstała w 1923 roku.

## Geneza
Postępowa młodzież uczniowska po odzyskaniu niepodległości przez Polskę ciągle koncentrowała swą działalność w Organizacji Młodzieży Narodowej Szkół Średnich i w jej zakonspirowanej centrali – Związku Młodzieży Polskiej „Przyszłość” – tzw. „Pet”. Po skończeniu szkoły naturalnym krokiem dla członków Petu było przystąpienie do również tajnego Związku Młodzieży Polskiej „Zet” zrzeszającego starszą młodzież, przeważnie akademicką. Jednak przejście z Petu do Zetu nie następowało automatycznie, często Zet dokonywał selekcji, wymagając od Pet-owców najpierw pracy w swej zewnętrznej (jawnej) organizacji, OMN Szkół Wyższych. Z drugiej strony część środowiska Zet nie była – w oczach członków Pet – dostatecznie radykalna, i zbyt endecka, niedostatecznie opowiadająca się po stronie polityki Józefa Piłsudskiego.
Na tym tle w roku 1922 z inicjatywy lubelskich i warszawskich środowisk maturzystów – członków Pet powstała tajna organizacja „Alfa”. Do inicjatorów jej powstania należeli m.in. Władysław Raczkowski, Janusz Rakowski, Julian Fürstenberg, Władysław Sieroszewski, Aniela Pleszyńska. Wielu z nich było synami i córkami zamożnych rodzin warszawskiego mieszczaństwa. O istnieniu Alfy Tomasz Piskorski pisał już 6 października 1922 roku.
Konsekwencją utworzenia „Alfy” było utworzenie jej jawnego odpowiednika w środowisku wyższych uczelni (przez analogię do doświadczeń Pet – OMN SŚ i Zet – OMN SW). Nową organizację nazwano Akademickim Związkiem Młodzieży Postępowej.

## Działalność
Pierwszym prezesem AZMP został Władysław Raczkowski, wtedy student Wydziału Prawa Uniwersytetu Warszawskiego. Kolejnym prezesem, w 1924 roku był Janusz Rakowski. Do AZMP przystąpili m.in. Wacław Szyszkowski, Jerzy Śliwowski, Irena Tarkowska, Kazimierz Mamrot, Edmund Szabłowski, Stanisław Łypacewicz, Henryk Seydenman.
AZMP reprezentował ideologię zbliżoną do postępowych mieszczańskich środowisk dużych miast.Jego hasłem była praca dla dobra narodu, etyki, demokracji i postępu.
Największe organizacje studenckie w tym czasie były zrzeszone w dwóch centralach: Związku Narodowym Polskiej Młodzieży Akademickiej (Naczelnym Komitecie Akademickim) – należały doń Młodzież Wszechpolska, Młodzież Monarchistyczna i Stowarzyszenie Chrześcijańskiej Młodzieży Akademickiej „Odrodzenie”, oraz w Związku Polskiej Młodzieży Akademickiej (Centralnym Komitecie Akademickim) – należały do niego Organizacja Młodzieży Narodowej Szkół Wyższych, Akademicki Związek Młodzieży Postępowej i Akademicka Młodzież Ludowa. Kilka innych organizacji uznawało również ZPMA, w tym: Związek Niezależnej Młodzieży Socjalistycznej (Prawica), Niezależna Młodzież Ludowa, Akademicki Związek Postępowo-Narodowy, Filarecja, Koło Akademickie Polskiej Organizacji Wolności, Koło Akademickie Stowarzyszenia Wolnomyślicieli, Zjednoczenie. Poza tym działały organizacje Młodzieży Akademickiej Mniejszości Narodowych w Polsce i luźne organizacje studenckie.
Rozmowy o połączeniu AZMP z OMN SW rozpoczęły się już w 1924 roku. Do połączenia siedmiu organizacji akademickich (OMN, AZMP, APOW, AZNR, Wydział Młodych Partii Pracy w Warszawie, Akademicki Związek Młodzieży Radykalnej  w Krakowie i Stowarzyszenie „Kuźnica” we Lwowie) doszło na zjeździe połączeniowym 12 kwietnia 1927 roku w Warszawie, na którym powstał Związek Polskiej Młodzieży Demokratycznej.